# Psychotria obliquinervia
Psychotria obliquinervia är en måreväxtart som beskrevs av Johannes Müller Argoviensis. Psychotria obliquinervia ingår i släktet Psychotria och familjen måreväxter. Inga underarter finns listade i Catalogue of Life.